# Jay Giannone
Jay Giannone (Dorchester, 31 dicembre 1969) è un attore, regista e produttore cinematografico statunitense.

## Biografia
Cresciuto a sud di Boston, ha origini irlandesi. Sua madre era un'attrice di teatro (di nome Janet), e anche cantante in una band Rock & Roll. Vedere sua madre recitare al teatro da piccolo lo spinse a diventare attore.
È noto principalmente per aver interpretato l'agente Kolfax in Safe nel 2012, ma soprattutto per il ruolo che ebbe in The Departed - Il bene e il male nel 2006.

## Filmografia

### Cinema
- Southie, regia di John Shea (1998)
- Three Kings, regia di David O. Russell (1999)
- Confidence - La truffa perfetta, regia di James Foley (2003)
- I Heart Huckabees - Le strane coincidenze della vita, regia di David O. Russell (2004)
- The Departed - Il bene e il male, regia di Martin Scorsese (2006)
- Gone Baby Gone, regia di Ben Affleck (2007)
- Cambio di gioco, regia di Andy Fickman (2007)
- Boston Streets, regia di Brian Goodman (2008)
- Crazy Girls Undercover, regia di Chris Langman (2008)
- Diamond In The Rough, regia di Jay Giannone (2009)
- Scalpers, regia di Jay Giannone (2009)
- From The Head, regia di George Griffith (2011)
- Ordinary Man, regia di Michael Yebba (2012)
- Safe, regia di Boaz Yakin (2012)
- The Iceman, regia di Ariel Vromen (2012)
- American Hustle - L'apparenza inganna, regia di David O. Russell (2013)
- Untold, regia di Gina M. Garcia (2014)
- By The Gun, regia di James Mottern (2014)
- Club Life, regia di Fabrizio Conte (2015)
- It Snows All the Time, regia di Jay Giannone (2016)
- The Witching Hour, regia di Kevin Macdonald (2016)
- Boston - Caccia all'uomo, regia di Peter Berg (2016)
- Justice Served, regia di Young MC (2017)
- Hollow Point - Punto di ritorno (Hollow Point), regia di Daniel Zirilli (2019)
- Acceleration, regia di Michael Merino e Daniel Zirilli (2019)
- Blackjack: The Jackie Ryan Story, regia di Danny A. Abeckaser (2020)
- The Penitent Thief, regia di Lucas Miles e Jon Blaze (2020)
- Take Back, regia di Christian Sesma (2021)
- Downeast, regia di Joe Raffa (2021)
- Lansky, regia di Eytan Rockaway (2021)
- Untold: This Is My Story, regia di Gina M. Garcia (2021)
- The Outlaw Johnny Black, regia di Michael Jai White (2021)

### Televisione
- Pacific Blue - serie TV, episodio 2x11 (1996)
- The Mullets - serie TV, episodio 1x03 (2003)
- Entourage - serie TV, episodio 1x04 (2004)
- Senza Traccia - serie TV, episodio 5x22 (2007)
- This Can't Be My Life - serie TV, 1 episodio (2008)
- Rosewood - serie TV,  episodio 2x21 (2017)
- The Family Business - serie TV, episodio 1x01 (2018)
- Scarlett - film TV, regia di Massimiliano Trevis (2021)
- The Witching Hour, regia di Kevin MacDonald (2022)

### Regista
- Diamond In The Rough (2009)
- Scalpers (2009)
- Sardines (2010)
- It Snows All the Time (2016)

### Produttore
- Diamond In The Rough (2009)
- Scalpers (2009)
- Hardy - documentario (2014)
- It Snows All the Time (2016)
- Justice Served (2017)

### Doppiatore
- Fallout 4 - videogioco

## Doppiatori italiani
Nelle versioni in italiano delle opere in cui ha recitato, Jay Giannone è stata doppiato da:
- Alberto Angrisano in Safe
- Alessandro Quarta in Gone Baby Gone
- Francesco Prando in American Hustle - L'apparenza inganna
- Franco Mannella in The Iceman

Nei prodotti a cui partecipa come doppiatore, in italiano è stato sostituito da:
- Raffaele Fallica in Fallout 4